# 霍爾敦 (密蘇里州)
霍爾敦（英語：Halltown）是位於美國密蘇里州勞倫斯縣的村。

## 人口
根據2020年美國人口普查的數據，霍爾敦的面積為0.55平方千米，皆為陸地。當地共有人口104人，而人口密度為每平方千米189人。